# 深田拓士
深田 拓士（ふかだ たくし、1965年2月11日 - ）は日本の漫画家。奈良県出身。

## 概要
同人誌で人気を博し、女性がトラブルに巻き込まれるタイプの物語を中心に描いている。登場する女性キャラは人妻系かお姉さま系の肉感的なタイプが多い。安定したペースで多くの仕事をこなし、既にベテランと言われるくらいの長いキャリアを持つが、仕事は途切れたことがない。単行本も数多く出し、作画にはパソコンを使用している。読みきりタイプの仕事が多い関係で、限られたページ数でストーリーを完結させなければならないので、すぐに女性が喜んでしまう話の展開が多い。

## 主な作品リスト
- 呪縛
- SHAKE DOWN!!
- 脅迫
- WAKE UP!!
- DETECTITIVE
- 華隷奴
- 禁断の扉
- 絶望の闇の中で…
- 隷嬢仁美
- 凌虐の宴
- 黄昏に堕ちて…
- 獣欲の虜
- 虹の絆
- マスカレード
- 裁きの扉
- 女教師しのぶ
- 肉奴隷請負人
- お姉さんがいっぱい！
- 艶女遊戯
- 淫女伝説
- 淫妻図鑑
- と・し・う・え
- 人妻凌辱
- 淫乱奥様狩り
- 同窓生～淫虐の復讐者～
- 完熟人妻日記

## アニメ作品
- ディテクティブ　禁断の愛